# Mildura
Mildura is een stad in de staat Victoria in Australië. De stad telt ruim 30.000 inwoners (in 2009) en ligt 550 kilometer ten noordwesten van de hoofdstad van Victoria, Melbourne. De stad is gesticht in 1887. Mildura ligt aan de Murray Rivier. De naam komt van de Mildura-woonstee, een vroegere ranch waar veel schapen leefden.
Ararat ·
Ballarat ·
Benalla ·
Bendigo ·
Geelong ·
Hamilton ·
Horsham ·
Melbourne (hoofdstad) ·
Moe ·
Morwell ·
Mildura ·
Portland ·
Sale ·
Shepparton ·
Swan Hill ·
Traralgon ·
Wangaratta · 
Warrnambool ·
Wodonga